# تاكاكي تامورا
تاكاكي تامورا هو سياسي ياباني، ولد في 30 أبريل 1961 في أوساكا في اليابان. حزبياً، نشط في الحزب الشيوعي الياباني. في الانتخابات العامة اليابانية 2017، انتخب عضو مجلس النواب من اليابان عن دائرة Kyushu proportional representation block ‏ وقد انضم خلال فترته النيابية ‏ (22 أكتوبر 2017 – ) للكتلة البرلمانية الحزب الشيوعي الياباني.

## وصلات خارجية
- الموقع الرسمي